# Saint-Gingolph (Frankrijk)
Saint-Gingolph is een Franse gemeente in het departement Haute-Savoie. De gemeente telde 907 inwoners op 1 januari 2022. De dorpskern vormt een geheel met de dorpskern van de Zwitserse gemeente Saint-Gingolph in het kanton Wallis. De rivier de Morge vormt de grens.
Saint-Gingolph is een oud plaatsje, gelegen aan het Meer van Genève, Het is gebouwd op de zuidelijke kant van de bergen, kijkend naar het noorden, in de richting van Lausanne, Vevey en Montreux. De gemeente ligt vlak naast Évian aan de westzijde en het Rhône-dal aan de oostzijde.

## Geschiedenis
In de tijd onder het koninkrijk Sardinië vormde Saint-Gingolph een douanevrije zone met Zwitserland. Na 1860 en de aanhechting bij Frankrijk werd deze zone uitgebreid tot het grootste deel van het departement Haute-Savoie. Toen deze Grande Zone Franche na de Eerste Wereldoorlog werd afgeschaft door Frankrijk, werd in 1934 beslist dat de kleine zone franche van Saint-Gingolph toch bleef bestaan.

## Geografie
De gemeente ligt aan de zuidelijke, Franse oever van het Meer van Genève. De oppervlakte van Saint-Gingolph bedroeg op 1 januari 2022 7,33 vierkante kilometer; de bevolkingsdichtheid was toen 123,7 inwoners per km².
De onderstaande kaart toont de ligging van Saint-Gingolph met de belangrijkste infrastructuur en aangrenzende gemeenten.

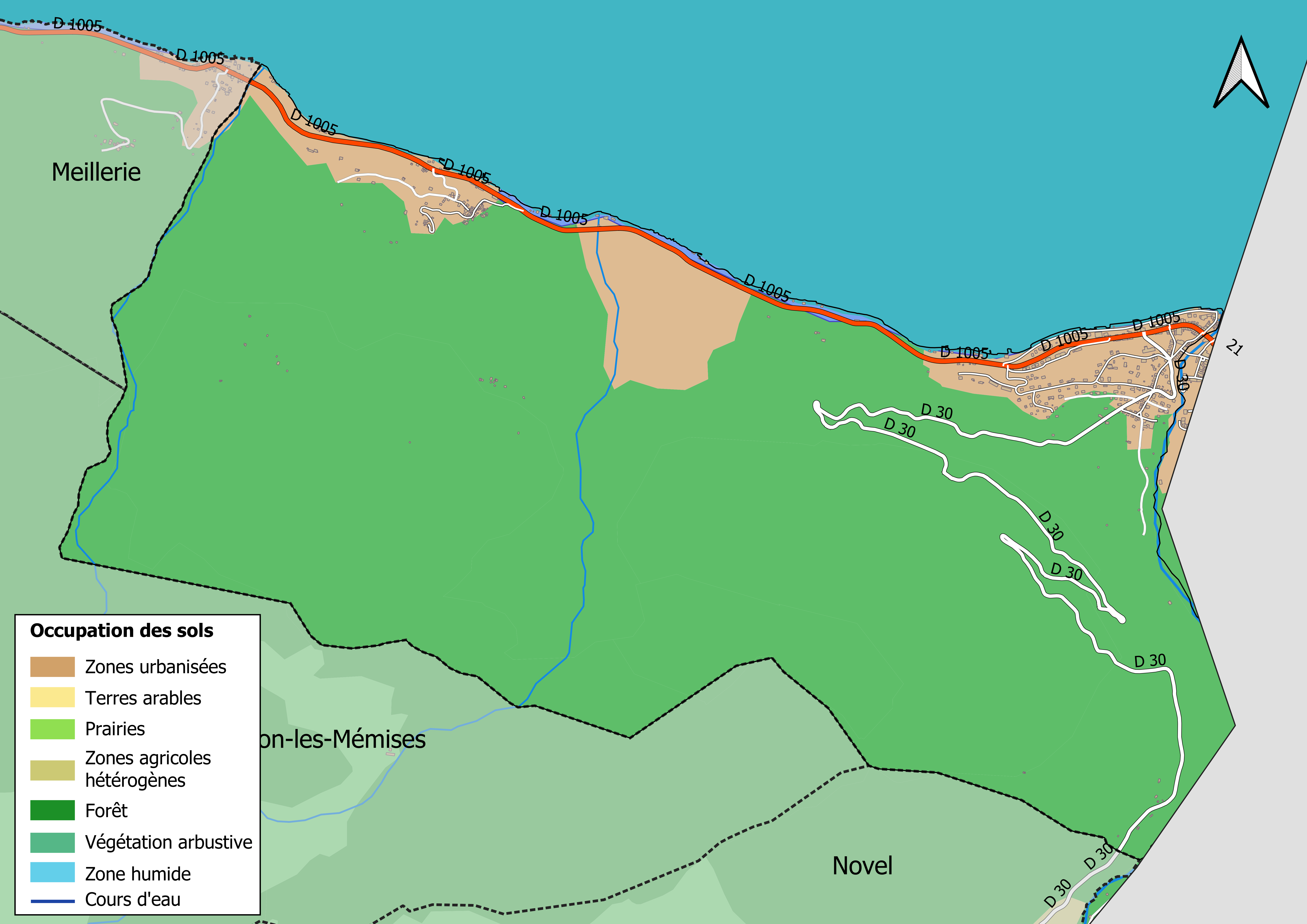

## Demografie
Onderstaande figuur toont het verloop van het inwonertal (bron: INSEE-tellingen).